# Forma automórfica
Em matemática, a noção geral de forma automórfica é a extensão a funções analíticas, talvez de múltiplas variáveis complexas, da teoria das formas modulares. É em termos de um grupo de Lie {\displaystyle G}, generalizar os grupos SL2(R) ou PSL2 (R) de formas modulares, e um grupo discreto {\displaystyle \Gamma \in G}, para generalizar o grupo modular, ou um de seus subgrupos congruentes. A formulação requer a noção geral de fator de automorfia {\displaystyle j} para {\displaystyle \Gamma }, a qual é o tipo de 1-cociclo na linguagem de co-homologia de grupo. Os valores de {\displaystyle j} podem ser números complexos, ou de fato matrizes complexas quadradas, correspondendo à possibilidade de valor de vetor das formas automórficas. A condição cociclo impostas sobre o fator de automorfia é alguma que possa ser rotineiramente checada, quando {\displaystyle j} é derivada de uma matriz Jacobiana, por significar a regra da cadeia.

## Conjuntura geral e condições
Na conjuntura geral, então, uma forma automórfica é uma função {\displaystyle F} sobre {\displaystyle G} (com valores em algum espaço vetorial finito dimensional fixado {\displaystyle V}, no caso valor de vetor), sujeito a três tipos de condições:
1. transformar sob translação por elementos {\displaystyle \gamma \in \Gamma } de acordo ao fator de automorfia dado {\displaystyle j};
2. ser uma função própria de certos operadores de Casimir sobre {\displaystyle G}; e
3. satisfazer algumas condições sobre crescimento e infinidade.

É a primeira destas que faz {\displaystyle F} automórfica, isto é, satisfaz um equação funcional interessante relacionando {\displaystyle F(g)} com {\displaystyle F(\gamma g)} para {\displaystyle \gamma \in \Gamma }. No caso do vetor valor a especificação pode envolver um representação de grupo dimensional finita ρ atuando sobre os componentes a 'torcê-los'. A condição do operador Casimir diz que alguns Laplacianos tem {\displaystyle F} como função própria; isto assegura que {\displaystyle F} tem excelentes propriedades analíticas, mas se é realmente uma função analítica complexa depende do caso particular. A terceira condição é a de lidar com o caso onde {\displaystyle G/\Gamma } não é compacto mas tem cúspides (singularidades).
Antes desta definição muito geral ser proposta (aproximadamente em 1960), já havia substanciais desenvolvimentos de outras formas automórficas que formas modulares. O caso de {\displaystyle \Gamma } um grupo fuchsiano já tinha recebido atenção antes de 1900. As formas modulares de Hilbert (Hilbert-Blumenthal, como deve-se dizer) foram propostas não muito após isto, embora uma teoria completa demorou a surgir. As formas modulares de Siegel, para as quais {\displaystyle G} é um grupo simpléctico, surgiram naturalmente de considerar espaços de módulos e funções teta. O interesse pós-guerra (Segunda Guerra Mundial) em diversas variáveis complexas tornava natural prosseguir-se a ideia de forma automórfica nos casos onde as formas são realmente analítico-complexas. Muito trabalho foi realizado, em particular por Piatetski-Shapiro, nos anos em torno de 1960, em criar algo como uma teoria. A teoria da fórmula dos traços de Selberg, como aplicada por outros, apresentava a considerável profundidade da teoria. Langlands mostrou como (genericamente, muitos casos sendo conhecidos) o teorema de Riemann-Roch poderia ser aplicado ao cálculo de dimensões de formas automórficas; este é um tipo de verificação post hoc sobre a validade do conceito. Ele também produziu a teoria geral de séries de Eisenstein, a qual corresponde àquela que em termos da teoria espectral seriam o 'espectro contínuo' para este problema, deixando a forma cuspidal, ou parte discreta, a ser investigada. Do ponto de vista da teoria dos números, as formas cuspidais tem sido reconhecidas, desde Ramanujan, como o núcleo da questão.
A noção subsequente de representação automórfica tem sido provada como sendo de grande valor técnico para lidar com {\displaystyle G} um grupo algébrico, tratado como um grupo algébrico adélico. Não completamente inclui a ideia de forma automórfica introduzida acima, no qual a abordagem adélica é um meio de lidar com a família inteira dos subgrupos de coerência de uma só vez. Dentro de um espaço {\displaystyle L^{2}} para um quociente da forma adélica de {\displaystyle G}, uma representação automórfica é uma representação que é um produto tensor infinito de representações de grupos p-ádicos, com representações de álgebra envelopante específicas para os primo(s) infinito(s). Uma maneira de expressar a mudança de ênfase é que os operadores de Hecke aqui estão a rigor colocados no mesmo nível com os operadores de Casimir; o que é natural do ponto de vista da análise funcional, embora não tão obviamente para a teoria dos números. Conceito que básico para a formulação do programa de Langlands.

## Poincaré e seu trabalho sobre funções automórficas
A primeira área de interesse em matemática de Poincaré, datando dos anos 1880, foram as formas automórficas. Ele nomeou-as funções Fuchsianas, devido ao matemático Lazarus Fuchs, porque Fuchs era conhecido por ser um bom professor e ter pesquisado equações diferenciais e a teoria das funções intensamente. (Obviamente, as funções não recebem o nome Fuchsiana). Poincaré então desenvolveu o conceito destas funções como parte de sua tese de doutorado.
Sob a definição de Poincaré, uma forma automórfica é aquela que é analítica em seu domínio e é invariante sob um inumerável grupo infinito de transformações lineares fracionais. Funções automórficas geram tanto funções trigonométricas quanto funções elípticas.
Poincaré explica como ele descobriu funções Fuchsianas:
"Por quinze dias eu me esforcei para provar que não podiam existir quaisquer funções como as que tenho chamado de funções Fuchsianas. Eu era então muito ignorante; todos os dias eu sentava sozinho em minha mesa de trabalho, permanecendo uma hora ou duas, tentando um grande número de combinações e não obtendo qualquer resultado. Uma noite, contrário aos meus hábitos, eu bebia café e não conseguia dormir. Ideias brotaram em multidões; as senti até olidindo em pares interligados, por assim dizer, produzindo uma combinação estável. Pela manhã seguinte eu tinha estabelecido a existência de uma classe de funções Fuchsianas, estas advindo das séries hipergeométricas; Eu apenas tinha que escrever os resultados, os quais tomaram apenas uma poucas horas."
Poincaré comunicou como um grande feito a Felix Klein, outro matemático trabalhando em funções Fuchsianas. Eles estavam capazes de discutir consequentemente a teoria de funções automórficas/Fuchsianas. Aparentemente, Klein ficou enciumado da elevada opinião sobre o trabalho de Poincaré por Fuchs e finalizou seu relacionamento em péssimos termos.